# 田中弘 (モータースポーツ)
田中 弘（たなか ひろむ、 1946年11月17日 - ）は、日本の元レーシングドライバーで、元ヒーローズレーシング代表。大阪府出身。
自らのチームで星野一義・中嶋悟・高橋徹・片山右京・金石勝智・小暮卓史ら多くのドライバーを育てたことから、日本では「レース界の名伯楽」として知られる。

## 経歴

### レースデビュー
1966年にホンダ・S800でレースデビュー、1971年富士GCシリーズ第3戦にシェブロンB19を持ち込み参戦、3位入賞を果たす。

### ヒーローズレーシング結成とドライバー引退
1973年にヒーローズレーシングを結成。田中はオーナー兼ドライバー。日産ワークスを離脱した黒澤元治を獲得する一方、若手の中野雅晴を起用し、有力なプライベーターチームとなる。しかし富士GCシリーズ最終戦で発生した、スタート直後の30度バンクの事故で中野が焼死したのをきっかけに、田中自身はドライバーを引退した。

### 名選手を育てた監督
ドライバー引退後、監督業に専念。1976年に星野一義がヒーローズに加入し、富士GCシリーズや全日本F2のタイトルを獲得。さらに中嶋悟も加入し、プライベートチームとしては国内随一の総合力を持つと評された。
中嶋は1979年から生沢徹のチームに移籍。星野も1982年末にホシノレーシングを設立して独立。星野に次ぐナンバーツーの予定だった高橋徹を急遽ナンバーワンドライバーとしたが、高橋は1983年富士GC最終戦でレース中事故死してしまった。
1984年、中嶋悟を再びチームに迎え入れ、中嶋の個人事務所（当時）である中嶋企画と提携し「ヒーローズレーシング with ナカジマ」として活動し、中嶋と共に全日本F2選手権3連覇（1984年 - 1986年）を達成した。
その後も鈴木利男、片山右京らをドライバーに起用し全日本F2・全日本F3000で何度もシリーズチャンピオンを獲得する。詳細はヒーローズレーシングの項を参照のこと。
1995年一杯でヒーローズレーシングの活動は終了した。

### その後
1996年には前年ヒーローズのメンテナンスを担当したアストニッシュとの縁で、鈴木亜久里が興した「FUNAI SUPER AGURI」の監督に就任。1997年にヒーローズでの活動の再開を予定するも実現せず、同年のシーズン途中からフォーミュラ・ニッポンに参戦する童夢の監督に就任し、1998年は童夢の全日本F3チームの監督に就任した。その後無限（現：M-TEC）の全日本F3チームの監督に就任し、2000年にセバスチャン・フィリップ、2001年にはブノワ・トレルイエ、2002年は小暮卓史がドライバーチャンピオンを獲得。2007年には金石勝智が新たに立ち上げたチーム・リアルに移籍し、同チームの監督に就任した。
プライベートでの愛車は、父子2代続けてのメルセデス党だったが、「以前ほど面白くなくなった」と語り、2005年にBMW・M5を手に入れた。